# Amanieu z Albretu

Erb Albretovců

Amanieu z Albretu (1478 – 20. prosince 1520 Casteljaloux) zvaný kardinál d'Albret byl římskokatolický duchovní francouzského původu.

## Život
Amanieu z Albretu se narodil pravděpodobně v roce 1478, jisté to však není, ve Francouzském království do vlivné rodiny. Byl synem Alana I. z Albretu a jeho manželky Frances, hraběnky z Périgordu. Jeho starší bratr Jan se oženil s Kateřinou Navarskou a jeden z jeho strýců byl kardinál.
Na začátku své kariéry získal titul protonotarius apostolicus a byl také archimandritou ze San Rufa. Dokonce se 19. července 1499 stal apoštolský administrátorem, ale na počátku roku 1502 byl z této pozice odvolán. Papež Alexandr VI. ho při papežské konzistoři, které proběhla 20. března 1500, ustanovil kardinálem-jáhnem. Od 4. května do 10. října 1500 byl Amanieu z Albretu správcem Oloronského stolce a od 14. března 1502 do roku 1506 pak správcem Pamierského stolce. Poté, co kardinál Giuliano della Rovere utekl v polovině roku 1502 do Savony, byl kardinál d'Albret tajně vyslán, aby ho přivedl zpět do Říma, ale neuspěl. Amanieu z Albretu se zúčastnil obou konkláv, které proběhly v září 1503 a ustanovily papežem Pia III. a účastnil se také konkláve v říjnu téhož roku, ze které odešel jako nový papež Julius II. O osm let později se však podílel na spiknutí kardinálů proti tomuto papeži a zúčastnil se schizmatického koncilu v Pise, i když mu za to Julius II. hrozil exkomunikací. Po smrti Julia II. v roce 1513 byl přítomen při volbě nového papeže, tím se stal Lev X. Těsně před svou smrtí se stal Amanieu z Albretu kardinálem protodiákonem.
Zemřel v Casteljaloux 20. prosince 1520.
Navzdory duchovní dráze měl Amanieu z Albretu děti, zanechal po sobě minimálně jednoho ilegitimního syna a dvě dcery.